# Artur de Paiva
Artur de Paiva (geboren 9. März 1856; gestorben 1. September 1900) war ein portugiesischer Militär, der seit 1875 an vielen portugiesischen Expeditionen nach Angola teilnahm. Er erlangte den Rang eines Obersten (coronel). Zu seinen Ehren erhielt das heutige Dorf Cuvango in Angola in der Kolonialzeit den Namen Vila Artur de Paiva. Er wurde posthum zum Grande-Oficial (Großoffizier) des Ordem do Império ernannt. Der portugiesische Kolonialhistoriker Manuel Múrias führt Artur de Paiva Couceiro in einer „Reihe auserlesene[r] Männer“ auf, die “bei den besten Zeiten” der Geschichte Portugals “nicht nur die Besetzung verwirklichten, sondern die Gruende der ueberseeischen Verwaltung festlegten”.